# A Liverpool FC 2012–2013-as szezonja
Ez a szócikk a Liverpool FC 2012–2013-as szezonjáról szól, mely a 121. a csapat fennállása óta, zsinórban 50. az angol élvonalban. A szezon 2012. július 21-én kezdődött a kanadai Toronto elleni 1–1-es felkészülési meccsel, az első tétmérkőzés pedig a fehérorosz Homel otthonában játszott, 0–1-re megnyert Európa-liga-odavágó volt augusztus 2-án.
A csapat az előző szezonban a 8. helyen végzett a bajnokságban, viszont megnyerte a Ligakupát, ezért indulhatott az Európa-ligában.
A Premier League-ben a West Bromwich Albion elleni idegenbeli találkozó volt az első mérkőzésük 2012. augusztus 18-án, melyet 0–3-ra elvesztettek. Az utolsó fordulóban a Queens Park Rangers együttesét látták vendégül 2013. május 19-én, amikor Jamie Carragher búcsúmeccsén 1–0-ra legyőzték a már kieső csapatot.
A Liverpool a Premier League 38 fordulója alatt 61 pontot szerzett és ezzel a 7. helyen zártak a tabellán. Átlagos hazai nézőszám a bajnokságban: 44 749 fő.
Az FA-kupában a harmadik körben kezdtek 2013. január 6-án az ötödosztályú Mansfield Town otthonában, és 1–2-vel jutottak tovább. Következő ellenfelük a harmadosztályú Oldham Athletic volt  január 27-én, akiktől 3–2-es vereséget szenvedtek.
A Ligakupa küzdelmeibe címvédőként kapcsolódtak be a West Bromwich Albion ellen a harmadik körben, szeptemberben 26-án, s 1–2-es idegenbeli sikerrel jutottak tovább. A negyedik fordulóban a vezetőedző Brendan Rodgers korábbi együttesétől, a Swansea Citytől kaptak ki otthon 1–3-ra.
Az Európa-ligában a harmadik selejtezőkörben játszották első mérkőzéseiket augusztus elején. A fehérorosz Homelt kettős győzelemmel, 4–0-s összesítéssel búcsúztatták, a rájátszásban pedig a skót Hearts csapatán jutottak túl 2–1-es eredménnyel. A csoportkörben az A jelű négyesben az olasz Udinese, a svájci Young Boys és az orosz Anzsi ellen küzdöttek. A csapat a csoport élén végzett 10 ponttal (3 győzelem, 1 döntetlen és 2 vereség) az Anzsi előtt, így továbbjutott az egyenes kieséses szakaszba, ahol a szintén orosz Zenyittel került össze. A legjobb 16 közé jutásért vívott párharc első, idegenbeli mérkőzésén a "Vörösök" 0–2-es vereséget szenvedtek, a visszavágó pedig 3–1 lett, így a Zenyit jutott tovább idegenben lőtt góllal.

## Mezek
| Hazai mez | Hazai kapusmez |

| Idegenbeli mez | Idegenbeli kapusmez |

| Harmadik mez | Harmadik kapusmez |

## Játékosok

### Felnőtt keret
A feltüntetett játékosok szerepeltek a keretben a szezon első és utolsó tétmérkőzése között. A dőlt betűvel jelölt játékosokat nevezték tétmérkőzésre, a félkövérrel jelöltek pedig pályára is léptek ilyen találkozókon.
| No. |               | Poszt | Játékos                                                        |
| --- | ------------- | ----- | -------------------------------------------------------------- |
| 1   | Ausztrália    | K     | Brad Jones                                                     |
| 2   | Anglia        | V     | Glen Johnson                                                   |
| 3   | Spanyolország | V     | José Enrique                                                   |
| 4   | Törökország   | KP    | Nuri Şahin (kölcsönben a Real Madridtól augusztustól januárig) |
| 5   | Dánia         | V     | Daniel Agger                                                   |
| 7   | Uruguay       | CS    | Luis Suárez                                                    |
| 8   | Anglia        | KP    | Steven Gerrard (csapatkapitány)                                |
| 10  | Anglia        | KP    | Joe Cole (januárig)                                            |
| 10  | Brazília      | KP    | Philippe Coutinho (januártól)                                  |
| 11  | Marokkó       | KP    | Uszáma asz-Szaídi (augusztustól)                               |
| 14  | Anglia        | KP    | Jordan Henderson                                               |
| 15  | Anglia        | CS    | Daniel Sturridge (januártól)                                   |
| 16  | Uruguay       | V     | Sebastián Coates                                               |
| 19  | Anglia        | KP    | Stewart Downing                                                |
| 21  | Brazília      | KP    | Lucas Leiva                                                    |
| 23  | Anglia        | V     | Jamie Carragher (csapatkapitány-helyettes) (májusig)           |
| 24  | Wales         | KP    | Joe Allen (augusztustól)                                       |
| 25  | Spanyolország | K     | José Manuel Reina                                              |
| 26  | Skócia        | KP    | Charlie Adam (augusztusig)                                     |
| 29  | Olaszország   | CS    | Fabio Borini                                                   |
| 30  | Spanyolország | CS    | Suso                                                           |
| 31  | Anglia        | KP    | Raheem Sterling                                                |

| No. |                | Poszt | Játékos                        |
| --- | -------------- | ----- | ------------------------------ |
| 32  | Brazília       | K     | Doni (januárig)                |
| 33  | Anglia         | KP    | Jonjo Shelvey                  |
| 34  | Anglia         | V     | Martin Kelly                   |
| 35  | Anglia         | V     | Conor Coady                    |
| 36  | Anglia         | CS    | Nathan Eccleston (augusztusig) |
| 36  | Németország    | CS    | Samed Yeşil (augusztustól)     |
| 37  | Szlovákia      | V     | Martin Škrtel                  |
| 38  | Anglia         | V     | Jon Flanagan                   |
| 39  | Wales          | CS    | Craig Bellamy (augusztusig)    |
| 42  | Magyarország   | K     | Gulácsi Péter                  |
| 43  | Észak-Írország | V     | Ryan MacLaughlin               |
| 44  | Anglia         | KP    | Jordon Ibe                     |
| 45  | Németország    | V     | Stephen Sama                   |
| 47  | Anglia         | V     | Andre Wisdom                   |
| 48  | Anglia         | V     | Jerome Sinclair                |
| 49  | Anglia         | V     | Jack Robinson                  |
| 51  | Wales          | V     | Lloyd Jones                    |
| 52  | Wales          | K     | Danny Ward                     |
| —   | Magyarország   | CS    | Adorján Krisztián              |
| —   | Olaszország    | KP    | Alberto Aquilani (augusztusig) |
| —   | Anglia         | V     | Brad Smith                     |

#### Kölcsönbe adott játékosok
| No. |               | Poszt | Játékos |
| --- | ------------- | ----- | --- |
| 9   | Anglia        | CS    | Andy Carroll (a West Ham Unitednél 2012. augusztus 30-ától a szezon végéig)                                                                |
| 20  | Anglia        | KP    | Jay Spearing (a Bolton Wanderersnél 2012. augusztus 31-étől a szezon végéig)                                                               |
| 22  | Skócia        | V     | Danny Wilson (a Bristol Citynél 2012. november 22-étől 2013. január 22-éig, a Heart of Midlothiannál 2013. január 19-étől a szezon végéig) |
| 50  | Anglia        | CS    | Adam Morgan (a Rotherham Unitednál 2013. január 13-ától 2013. február 9-éig)                                                               |
| 12  | Spanyolország | CS    | Daniel Pacheco (a Huescánál 2013. január 31-étől a szezon végéig)                                                                          |

### Átigazolások

#### Érkezők
| Dátum       | Játékos           | Nemzetiség | Poszt              | Honnan                | Átigazolási összeg |
| ----------- | ----------------- | ---------- | ------------------ | --------------------- | ------------------ |
| 2012.07.13. | Fabio Borini      | olasz      | csatár             | Roma                  | £10 400 000        |
| 2012.08.10. | Joe Allen         | walesi     | középpályás        | Swansea City          | £15 000            |
| 2012.08.17. | Uszáma asz-Szaídi | marokkói   | balszélső          | Heerenveen            | £2 400 000         |
| 2013.01.02. | Daniel Sturridge  | angol      | csatár             | Chelsea               | £12 000            |
| 2013.01.30. | Philippe Coutinho | brazil     | támadó középpályás | Internazionale Milano |                    |

#### Távozók
| Dátum       | Játékos          | Nemzetiség | Poszt              | Hova              | Átigazolási összeg |
| ----------- | ---------------- | ---------- | ------------------ | ----------------- | ------------------ |
| 2012.05.25. | Fábio Aurélio    | brazil     | balhátvéd          | Grêmio            |                    |
| 2012.06.03. | Dirk Kuijt       | holland    | támadó             | Fenerbahçe        | 1 000 €            |
| 2012.07.13. | Maxi Rodríguez   | argentin   | szélső             | Newell's Old Boys | ingyen             |
| 2012.08.03. | Alberto Aquilani | olasz      | támadó középpályás | Fiorentina        | 2 000 €            |
| 2012.08.10. | Craig Bellamy    | walesi     | támadó             | Cardiff City      | ingyen             |
| 2012.08.31. | Charlie Adam     | skót       | középpályás        | Stoke City        | 6 200 000 €        |
| 2012.08.31. | Nathan Eccleston | angol      | támadó             | Blackpool         | ingyen             |
| 2013.01.04. | Joe Cole         | angol      | szélső középpályás | West Ham United   |                    |
| 2013.01.31. | Doni             | brazil     | kapus              | Botafogo          |                    |

## Szakmai stáb
| Vezetőedző                             | Brendan Rodgers |
| Segédedző                              | Colin Pascoe    |
| Felnőtt csapat edzője                  | Mike Marsh      |
| Felnőtt csapat kapusedzője             | John Achterberg |
| Teljesítményfőnök                      | Glen Driscoll   |
| Ellenfél-megfigyelő főnök              | Chris Davies    |
| Mérkőzéselemző asszisztens             | Alec Scott      |
| Sporttudományi tanácsadó               | Barry Drust     |
| Sporttudományi diplomás                | James Malone    |
| Sportszerelés-menedzsment koordinátora | Chris Davies    |
| Sportszerelés-felelős/koordinátor      | Graham Carter   |

| Felnőtt csapat orvosa                  | Zaf Iqbal         |
| Állóképesség és kondíciófőnök          | Darren Burgess    |
| Fizikoterápia-főnök                    | Phil Coles        |
| Fizioterapeuta                         | Chris Morgan      |
| Fizioterapeuta                         | Paulo Barreira    |
| Fizioterapeuta                         | Matt Konopinski   |
| Rehabilitációs fitneszedző             | Jordan Milsom     |
| Erőnléti és rehabilitációs asszisztens | David Rydings     |
| Táplálkozási tanácsadó                 | James Morton      |
| Masszőr                                | Paul Small        |
| Masszőr                                | Sylvan Richardson |

## Mérkőzések

### Barátságos találkozók
| 2012. július 21. 16:00 (UTC-4) |

| Toronto      | 1 – 1               | Liverpool  |
| ------------ | ------------------- | ---------- |
| Amarikwa 58' | (0 – 0) Jegyzőkönyv | Morgan 69' |

| Rogers Centre, Toronto (Kanada) Nézőszám: 33 087 Játékvezető: Paul Ward (CAN) |

| 2012. július 25. 18:30 (UTC-4) |

| Roma                     | 2 – 1               | Liverpool |
| ------------------------ | ------------------- | --------- |
| Bradley 63' Florenzi 69' | (0 – 0) Jegyzőkönyv | Adam 80'  |

| Fenway Park, Boston (USA) Játékvezető: Sorin Stoica (USA) |

| 2012. július 28. 14:00 (UTC-4) |

| Tottenham Hotspur | 0 – 0               | Liverpool |
| ----------------- | ------------------- | --------- |
|                   | (0 – 0) Jegyzőkönyv |           |

| M&T Bank Stadion, Baltimore (USA) Nézőszám: 42 723 |

| 2012. augusztus 12. 15:00 (WEST) |

| Liverpool                         | 3 – 1               | Bayer Leverkusen |
| --------------------------------- | ------------------- | ---------------- |
| Sterling 3' Lucas 29' Carroll 65' | (2 – 0) Jegyzőkönyv | Castro 74'       |

| Anfield, Liverpool (Anglia) Nézőszám: 25 291 Játékvezető: Martin Atkinson (ENG) |

### Bajnokság
| 2012. augusztus 18. 15:00 (WEST) |

| West Bromwich Albion                          | 3 – 0               | Liverpool |
| --------------------------------------------- | ------------------- | --------- |
| Gera 43' Odemwingie 64' (11-esből) Lukaku 77' | (1 – 0) Jegyzőkönyv | Agger 58′ |

| The Hawthorns, West Bromwich (Anglia) Nézőszám: 26 039 Játékvezető: Phil Dowd |

| 2012. augusztus 25. 16:00 (WEST) |

| Liverpool             | 2 – 2               | Manchester City        |
| --------------------- | ------------------- | ---------------------- |
| Škrtel 34' Suárez 66' | (1 – 0) Jegyzőkönyv | Y. Touré 63' Tévez 80' |

| Anfield, Liverpool (Anglia) Nézőszám: 44 942 Játékvezető: Andre Marriner |

| 2012. augusztus 18. 15:00 (WEST) |

| West Bromwich Albion                          | 3 – 0               | Liverpool |
| --------------------------------------------- | ------------------- | --------- |
| Gera 43' Odemwingie 64' (11-esből) Lukaku 77' | (1 – 0) Jegyzőkönyv | Agger 58′ |

| The Hawthorns, West Bromwich (Anglia) Nézőszám: 26 039 Játékvezető: Phil Dowd |

| 2012. augusztus 25. 16:00 (WEST) |

| Liverpool             | 2 – 2               | Manchester City        |
| --------------------- | ------------------- | ---------------------- |
| Škrtel 34' Suárez 66' | (1 – 0) Jegyzőkönyv | Y. Touré 63' Tévez 80' |

| Anfield, Liverpool (Anglia) Nézőszám: 44 942 Játékvezető: Andre Marriner |

| 2012. szeptember 2. 13:30 (WEST) |

| Liverpool | 0 – 2               | Arsenal                  |
| --------- | ------------------- | ------------------------ |
|           | (0 – 1) Jegyzőkönyv | Podolski 31' Cazorla 68' |

| Anfield, Liverpool (Anglia) Nézőszám: 44 932 Játékvezető: Howard Webb |

| 2012. szeptember 15. 17:30 (WEST) |

| Sunderland   | 1 – 1               | Liverpool  |
| ------------ | ------------------- | ---------- |
| Fletcher 29' | (1 – 0) Jegyzőkönyv | Suárez 71' |

| Stadium of Light, Sunderland (Anglia) Nézőszám: 41 997 Játékvezető: Martin Atkinson |

| 2012. szeptember 23. 13:30 (WEST) |

| Liverpool               | 1 – 2               | Manchester United                    |
| ----------------------- | ------------------- | ------------------------------------ |
| Gerrard 46' Shelvey 39′ | (0 – 0) Jegyzőkönyv | Rafael 51' van Persie 81' (11-esből) |

| Anfield, Liverpool (Anglia) Nézőszám: 44 263 Játékvezető: Mark Halsey |

| 2012. szeptember 29. 15:00 (WEST) |

| Norwich City         | 2 – 5               | Liverpool                               |
| -------------------- | ------------------- | --------------------------------------- |
| Morison 61' Holt 87' | (0 – 2) Jegyzőkönyv | Suárez 2' 38' 57' Şahin 47' Gerrard 68' |

| Carrow Road, Norwich (Anglia) Nézőszám: 26 831 Játékvezető: Mike Jones |

| 2012. szeptember 2. 13:30 (WEST) |

| Liverpool | 0 – 2               | Arsenal                  |
| --------- | ------------------- | ------------------------ |
|           | (0 – 1) Jegyzőkönyv | Podolski 31' Cazorla 68' |

| Anfield, Liverpool (Anglia) Nézőszám: 44 932 Játékvezető: Howard Webb |

| 2012. szeptember 15. 17:30 (WEST) |

| Sunderland   | 1 – 1               | Liverpool  |
| ------------ | ------------------- | ---------- |
| Fletcher 29' | (1 – 0) Jegyzőkönyv | Suárez 71' |

| Stadium of Light, Sunderland (Anglia) Nézőszám: 41 997 Játékvezető: Martin Atkinson |

| 2012. szeptember 23. 13:30 (WEST) |

| Liverpool               | 1 – 2               | Manchester United                    |
| ----------------------- | ------------------- | ------------------------------------ |
| Gerrard 46' Shelvey 39′ | (0 – 0) Jegyzőkönyv | Rafael 51' van Persie 81' (11-esből) |

| Anfield, Liverpool (Anglia) Nézőszám: 44 263 Játékvezető: Mark Halsey |

| 2012. szeptember 29. 15:00 (WEST) |

| Norwich City         | 2 – 5               | Liverpool                               |
| -------------------- | ------------------- | --------------------------------------- |
| Morison 61' Holt 87' | (0 – 2) Jegyzőkönyv | Suárez 2' 38' 57' Şahin 47' Gerrard 68' |

| Carrow Road, Norwich (Anglia) Nézőszám: 26 831 Játékvezető: Mike Jones |

| 2012. október 7. 15:00 (WEST) |

| Liverpool | 0 – 0               | Stoke City |
| --------- | ------------------- | ---------- |
|           | (0 – 0) Jegyzőkönyv |            |

| Anfield, Liverpool (Anglia) Nézőszám: 44 531 Játékvezető: Lee Mason |

| 2012. október 20. 15:00 (WEST) |

| Liverpool    | 1 – 0               | Reading |
| ------------ | ------------------- | ------- |
| Sterling 29' | (0 – 0) Jegyzőkönyv |         |

| Anfield, Liverpool (Anglia) Nézőszám: 44 874 Játékvezető: Roger East |

| 2012. október 28. 13:30 (WET) |

| Everton                | 2 – 2               | Liverpool             |
| ---------------------- | ------------------- | --------------------- |
| Osman 22' Naismith 35' | (2 – 2) Jegyzőkönyv | Baines 14' Suárez 20' |

| Goodison Park, Liverpool (Anglia) Nézőszám: 39 613 Játékvezető: Andre Marriner |

| 2012. október 7. 15:00 (WEST) |

| Liverpool | 0 – 0               | Stoke City |
| --------- | ------------------- | ---------- |
|           | (0 – 0) Jegyzőkönyv |            |

| Anfield, Liverpool (Anglia) Nézőszám: 44 531 Játékvezető: Lee Mason |

| 2012. október 20. 15:00 (WEST) |

| Liverpool    | 1 – 0               | Reading |
| ------------ | ------------------- | ------- |
| Sterling 29' | (0 – 0) Jegyzőkönyv |         |

| Anfield, Liverpool (Anglia) Nézőszám: 44 874 Játékvezető: Roger East |

| 2012. október 28. 13:30 (WET) |

| Everton                | 2 – 2               | Liverpool             |
| ---------------------- | ------------------- | --------------------- |
| Osman 22' Naismith 35' | (2 – 2) Jegyzőkönyv | Baines 14' Suárez 20' |

| Goodison Park, Liverpool (Anglia) Nézőszám: 39 613 Játékvezető: Andre Marriner |

| 2012. november 4. 16:00 (WET) |

| Liverpool  | 1 – 1               | Newcastle United         |
| ---------- | ------------------- | ------------------------ |
| Suárez 67' | (0 – 1) Jegyzőkönyv | Cabaye 43' Coloccini 84′ |

| Anfield, Liverpool (Anglia) Nézőszám: 44 803 Játékvezető: Anthony Taylor |

| 2012. november 11. 16:00 (WET) |

| Chelsea   | 1 – 1               | Liverpool  |
| --------- | ------------------- | ---------- |
| Terry 20' | (1 – 0) Jegyzőkönyv | Suárez 73' |

| Stamford Bridge, London (Anglia) Nézőszám: 41 627 Játékvezető: Howard Webb |

| 2012. november 17. 15:00 (WET) |

| Liverpool                       | 3 – 0               | Wigan Athletic |
| ------------------------------- | ------------------- | -------------- |
| Suárez 47' 58' José Enrique 65' | (0 – 0) Jegyzőkönyv |                |

| Anfield, Liverpool (Anglia) Nézőszám: 44 913 Játékvezető: Kevin Friend |

| 2012. november 25. 13:30 (WET) |

| Swansea City | 0 – 0               | Liverpool |
| ------------ | ------------------- | --------- |
|              | (0 – 0) Jegyzőkönyv |           |

| Liberty Stadion, Swansea (Wales) Nézőszám: 20 621 Játékvezető: Jon Moss |

| 2012. november 28. 19:45 (WET) |

| Tottenham Hotspur  | 2 – 1               | Liverpool |
| ------------------ | ------------------- | --------- |
| Lennon 7' Bale 16' | (2 – 0) Jegyzőkönyv | Bale 72'  |

| White Hart Lane, London (Anglia) Nézőszám: 36 162 Játékvezető: Phil Dowd |

| 2012. november 4. 16:00 (WET) |

| Liverpool  | 1 – 1               | Newcastle United         |
| ---------- | ------------------- | ------------------------ |
| Suárez 67' | (0 – 1) Jegyzőkönyv | Cabaye 43' Coloccini 84′ |

| Anfield, Liverpool (Anglia) Nézőszám: 44 803 Játékvezető: Anthony Taylor |

| 2012. november 11. 16:00 (WET) |

| Chelsea   | 1 – 1               | Liverpool  |
| --------- | ------------------- | ---------- |
| Terry 20' | (1 – 0) Jegyzőkönyv | Suárez 73' |

| Stamford Bridge, London (Anglia) Nézőszám: 41 627 Játékvezető: Howard Webb |

| 2012. november 17. 15:00 (WET) |

| Liverpool                       | 3 – 0               | Wigan Athletic |
| ------------------------------- | ------------------- | -------------- |
| Suárez 47' 58' José Enrique 65' | (0 – 0) Jegyzőkönyv |                |

| Anfield, Liverpool (Anglia) Nézőszám: 44 913 Játékvezető: Kevin Friend |

| 2012. november 25. 13:30 (WET) |

| Swansea City | 0 – 0               | Liverpool |
| ------------ | ------------------- | --------- |
|              | (0 – 0) Jegyzőkönyv |           |

| Liberty Stadion, Swansea (Wales) Nézőszám: 20 621 Játékvezető: Jon Moss |

| 2012. november 28. 19:45 (WET) |

| Tottenham Hotspur  | 2 – 1               | Liverpool |
| ------------------ | ------------------- | --------- |
| Lennon 7' Bale 16' | (2 – 0) Jegyzőkönyv | Bale 72'  |

| White Hart Lane, London (Anglia) Nézőszám: 36 162 Játékvezető: Phil Dowd |

| 2012. december 1. 15:00 (WET) |

| Liverpool | 1 – 0               | Southampton |
| --------- | ------------------- | ----------- |
| Agger 43' | (1 – 0) Jegyzőkönyv |             |

| Anfield, Liverpool (Anglia) Nézőszám: 44 525 Játékvezető: Michael Oliver |

| 2012. december 9. 16:00 (WET) |

| West Ham United                  | 2 – 3               | Liverpool                        |
| -------------------------------- | ------------------- | -------------------------------- |
| Noble 36' (11-esből) Gerrard 43' | (2 – 1) Jegyzőkönyv | Johnson 11' Cole 76' Shelvey 79' |

| Boleyn Ground, London (Anglia) Nézőszám: 35 005 Játékvezető: Lee Probert |

| 2012. december 15. 15:00 (WET) |

| Liverpool   | 1 – 3               | Aston Villa                 |
| ----------- | ------------------- | --------------------------- |
| Gerrard 87' | (0 – 2) Jegyzőkönyv | Benteke 29' 51' Weimann 40' |

| Anfield, Liverpool (Anglia) Nézőszám: 44 607 Játékvezető: Neil Swarbrick |

| 2012. december 22. 17:30 (WET) |

| Liverpool                                      | 4 – 0               | Fulham |
| ---------------------------------------------- | ------------------- | ------ |
| Škrtel 8' Gerrard 36' Downing 51' Suárez 90+2' | (2 – 0) Jegyzőkönyv |        |

| Anfield, Liverpool (Anglia) Nézőszám: 44 570 Játékvezető: Mark Clattenburg |

| 2012. december 26. 19:45 (WET) |

| Stoke City               | 3 – 1               | Liverpool             |
| ------------------------ | ------------------- | --------------------- |
| Walters 5' 49' Jones 12' | (2 – 1) Jegyzőkönyv | Gerrard 2' (11-esből) |

| Britannia Stadion, Stoke-upon-Trent (Anglia) Nézőszám: 27 490 Játékvezető: Howard Webb |

| 2012. december 30. 16:00 (WET) |

| Queens Park Rangers | 0 – 3               | Liverpool                |
| ------------------- | ------------------- | ------------------------ |
|                     | (0 – 3) Jegyzőkönyv | Suárez 10' 16' Agger 28' |

| Loftus Road, London (Anglia) Nézőszám: 18 304 Játékvezető: Anthony Taylor |

| 2012. december 1. 15:00 (WET) |

| Liverpool | 1 – 0               | Southampton |
| --------- | ------------------- | ----------- |
| Agger 43' | (1 – 0) Jegyzőkönyv |             |

| Anfield, Liverpool (Anglia) Nézőszám: 44 525 Játékvezető: Michael Oliver |

| 2012. december 9. 16:00 (WET) |

| West Ham United                  | 2 – 3               | Liverpool                        |
| -------------------------------- | ------------------- | -------------------------------- |
| Noble 36' (11-esből) Gerrard 43' | (2 – 1) Jegyzőkönyv | Johnson 11' Cole 76' Shelvey 79' |

| Boleyn Ground, London (Anglia) Nézőszám: 35 005 Játékvezető: Lee Probert |

| 2012. december 15. 15:00 (WET) |

| Liverpool   | 1 – 3               | Aston Villa                 |
| ----------- | ------------------- | --------------------------- |
| Gerrard 87' | (0 – 2) Jegyzőkönyv | Benteke 29' 51' Weimann 40' |

| Anfield, Liverpool (Anglia) Nézőszám: 44 607 Játékvezető: Neil Swarbrick |

| 2012. december 22. 17:30 (WET) |

| Liverpool                                      | 4 – 0               | Fulham |
| ---------------------------------------------- | ------------------- | ------ |
| Škrtel 8' Gerrard 36' Downing 51' Suárez 90+2' | (2 – 0) Jegyzőkönyv |        |

| Anfield, Liverpool (Anglia) Nézőszám: 44 570 Játékvezető: Mark Clattenburg |

| 2012. december 26. 19:45 (WET) |

| Stoke City               | 3 – 1               | Liverpool             |
| ------------------------ | ------------------- | --------------------- |
| Walters 5' 49' Jones 12' | (2 – 1) Jegyzőkönyv | Gerrard 2' (11-esből) |

| Britannia Stadion, Stoke-upon-Trent (Anglia) Nézőszám: 27 490 Játékvezető: Howard Webb |

| 2012. december 30. 16:00 (WET) |

| Queens Park Rangers | 0 – 3               | Liverpool                |
| ------------------- | ------------------- | ------------------------ |
|                     | (0 – 3) Jegyzőkönyv | Suárez 10' 16' Agger 28' |

| Loftus Road, London (Anglia) Nézőszám: 18 304 Játékvezető: Anthony Taylor |

| 2013. január 2. 19:45 (WET) |

| Liverpool                   | 3 – 0               | Sunderland |
| --------------------------- | ------------------- | ---------- |
| Sterling 19' Suárez 26' 53' | (2 – 0) Jegyzőkönyv |            |

| Anfield, Liverpool (Anglia) Nézőszám: 44 228 Játékvezető: Phil Dowd |

| 2013. január 13. 13:30 (WET) |

| Manchester United        | 2 – 1               | Liverpool     |
| ------------------------ | ------------------- | ------------- |
| van Persie 19' Vidić 54' | (1 – 0) Jegyzőkönyv | Sturridge 57' |

| Old Trafford, Manchester (Anglia) Nézőszám: 75 501 Játékvezető: Howard Webb |

| 2013. január 19. 15:00 (WET) |

| Liverpool                                                      | 5 – 0               | Norwich City |
| -------------------------------------------------------------- | ------------------- | ------------ |
| Henderson 26' Suárez 36' Sturridge 59' Gerrard 65' Bennett 74' | (2 – 0) Jegyzőkönyv |              |

| Anfield, Liverpool (Anglia) Nézőszám: 44 901 Játékvezető: Michael Oliver |

| 2013. január 30. 19:45 (WET) |

| Arsenal                | 2 – 2               | Liverpool               |
| ---------------------- | ------------------- | ----------------------- |
| Giroud 65' Walcott 67' | (0 – 1) Jegyzőkönyv | Suárez 5' Henderson 60' |

| Emirates Stadion, London (Anglia) Nézőszám: 60 089 Játékvezető: Kevin Friend |

| 2013. január 2. 19:45 (WET) |

| Liverpool                   | 3 – 0               | Sunderland |
| --------------------------- | ------------------- | ---------- |
| Sterling 19' Suárez 26' 53' | (2 – 0) Jegyzőkönyv |            |

| Anfield, Liverpool (Anglia) Nézőszám: 44 228 Játékvezető: Phil Dowd |

| 2013. január 13. 13:30 (WET) |

| Manchester United        | 2 – 1               | Liverpool     |
| ------------------------ | ------------------- | ------------- |
| van Persie 19' Vidić 54' | (1 – 0) Jegyzőkönyv | Sturridge 57' |

| Old Trafford, Manchester (Anglia) Nézőszám: 75 501 Játékvezető: Howard Webb |

| 2013. január 19. 15:00 (WET) |

| Liverpool                                                      | 5 – 0               | Norwich City |
| -------------------------------------------------------------- | ------------------- | ------------ |
| Henderson 26' Suárez 36' Sturridge 59' Gerrard 65' Bennett 74' | (2 – 0) Jegyzőkönyv |              |

| Anfield, Liverpool (Anglia) Nézőszám: 44 901 Játékvezető: Michael Oliver |

| 2013. január 30. 19:45 (WET) |

| Arsenal                | 2 – 2               | Liverpool               |
| ---------------------- | ------------------- | ----------------------- |
| Giroud 65' Walcott 67' | (0 – 1) Jegyzőkönyv | Suárez 5' Henderson 60' |

| Emirates Stadion, London (Anglia) Nézőszám: 60 089 Játékvezető: Kevin Friend |

| 2013. február 3. 16:00 (WET) |

| Manchester City      | 2 – 2               | Liverpool                 |
| -------------------- | ------------------- | ------------------------- |
| Džeko 23' Agüero 78' | (1 – 1) Jegyzőkönyv | Sturridge 29' Gerrard 73' |

| City of Manchester Stadion, Manchester (Anglia) Nézőszám: 47 301 Játékvezető: Anthony Taylor |

| 2013. február 11. 20:00 (WET) |

| Liverpool | 0 – 2               | West Bromwich Albion     |
| --------- | ------------------- | ------------------------ |
|           | (0 – 0) Jegyzőkönyv | McAuley 81' Lukaku 90+1' |

| Anfield, Liverpool (Anglia) Nézőszám: 44 752 Játékvezető: Jonathan Moss |

| 2013. február 17. 15:00 (WET) |

| Liverpool                                                                                | 5 – 0               | Swansea City |
| ---------------------------------------------------------------------------------------- | ------------------- | ------------ |
| Gerrard 34' (11-esből) Coutinho 46' José Enrique 50' Suárez 56' Sturridge 71' (11-esből) | (1 – 0) Jegyzőkönyv |              |

| Anfield, Liverpool (Anglia) Nézőszám: 44 832 Játékvezető: Howard Webb |

| 2013. február 3. 16:00 (WET) |

| Manchester City      | 2 – 2               | Liverpool                 |
| -------------------- | ------------------- | ------------------------- |
| Džeko 23' Agüero 78' | (1 – 1) Jegyzőkönyv | Sturridge 29' Gerrard 73' |

| City of Manchester Stadion, Manchester (Anglia) Nézőszám: 47 301 Játékvezető: Anthony Taylor |

| 2013. február 11. 20:00 (WET) |

| Liverpool | 0 – 2               | West Bromwich Albion     |
| --------- | ------------------- | ------------------------ |
|           | (0 – 0) Jegyzőkönyv | McAuley 81' Lukaku 90+1' |

| Anfield, Liverpool (Anglia) Nézőszám: 44 752 Játékvezető: Jonathan Moss |

| 2013. február 17. 15:00 (WET) |

| Liverpool                                                                                | 5 – 0               | Swansea City |
| ---------------------------------------------------------------------------------------- | ------------------- | ------------ |
| Gerrard 34' (11-esből) Coutinho 46' José Enrique 50' Suárez 56' Sturridge 71' (11-esből) | (1 – 0) Jegyzőkönyv |              |

| Anfield, Liverpool (Anglia) Nézőszám: 44 832 Játékvezető: Howard Webb |

| 2013. március 2. 17:30 (WET) |

| Wigan Athletic | 0 – 4               | Liverpool                     |
| -------------- | ------------------- | ----------------------------- |
|                | (0 – 3) Jegyzőkönyv | Downing 2' Suárez 18' 34' 49' |

| DW Stadion, Wigan (Anglia) Nézőszám: 20 804 Játékvezető: Martin Atkinson |

| 2013. március 10. 16:00 (WET) |

| Liverpool                                     | 3 – 2               | Tottenham Hotspur  |
| --------------------------------------------- | ------------------- | ------------------ |
| Suárez 21' Downing 66' Gerrard 82' (11-esből) | (1 – 1) Jegyzőkönyv | Vertonghen 45' 53' |

| Anfield, Liverpool (Anglia) Nézőszám: 44 572 Játékvezető: Michael Oliver |

| 2013. március 16. 15:00 (WET) |

| Southampton                               | 3 – 1               | Liverpool      |
| ----------------------------------------- | ------------------- | -------------- |
| Schneiderlin 6' Lambert 33' Rodriguez 80' | (2 – 1) Jegyzőkönyv | Coutinho 45+1' |

| St Mary's Stadion, Southampton (Anglia) Játékvezető: Phil Dowd |

| 2013. március 31. 13:30 (WET) |

| Aston Villa | 1 – 2               | Liverpool                            |
| ----------- | ------------------- | ------------------------------------ |
| Benteke 31' | (1 – 0) Jegyzőkönyv | Henderson 47' Gerrard 60' (11-esből) |

| Villa Park, Birmingham (Anglia) Nézőszám: 42 037 Játékvezető: Lee Mason |

| 2013. március 2. 17:30 (WET) |

| Wigan Athletic | 0 – 4               | Liverpool                     |
| -------------- | ------------------- | ----------------------------- |
|                | (0 – 3) Jegyzőkönyv | Downing 2' Suárez 18' 34' 49' |

| DW Stadion, Wigan (Anglia) Nézőszám: 20 804 Játékvezető: Martin Atkinson |

| 2013. március 10. 16:00 (WET) |

| Liverpool                                     | 3 – 2               | Tottenham Hotspur  |
| --------------------------------------------- | ------------------- | ------------------ |
| Suárez 21' Downing 66' Gerrard 82' (11-esből) | (1 – 1) Jegyzőkönyv | Vertonghen 45' 53' |

| Anfield, Liverpool (Anglia) Nézőszám: 44 572 Játékvezető: Michael Oliver |

| 2013. március 16. 15:00 (WET) |

| Southampton                               | 3 – 1               | Liverpool      |
| ----------------------------------------- | ------------------- | -------------- |
| Schneiderlin 6' Lambert 33' Rodriguez 80' | (2 – 1) Jegyzőkönyv | Coutinho 45+1' |

| St Mary's Stadion, Southampton (Anglia) Játékvezető: Phil Dowd |

| 2013. március 31. 13:30 (WET) |

| Aston Villa | 1 – 2               | Liverpool                            |
| ----------- | ------------------- | ------------------------------------ |
| Benteke 31' | (1 – 0) Jegyzőkönyv | Henderson 47' Gerrard 60' (11-esből) |

| Villa Park, Birmingham (Anglia) Nézőszám: 42 037 Játékvezető: Lee Mason |

| 2013. április 7. 13:30 (WET) |

| Liverpool | 0 – 0               | West Ham United |
| --------- | ------------------- | --------------- |
|           | (0 – 0) Jegyzőkönyv |                 |

| Anfield, Liverpool (Anglia) Nézőszám: 45 007 Játékvezető: Anthony Taylor |

| 2013. április 13. 15:00 (WET) |

| Reading | 0 – 0               | Liverpool |
| ------- | ------------------- | --------- |
|         | (0 – 0) Jegyzőkönyv |           |

| Madejski Stadion, Reading (Anglia) Nézőszám: 24 139 Játékvezető: Mark Clattenburg |

| 2013. április 21. 16:00 (WET) |

| Liverpool                  | 2 – 2               | Chelsea                         |
| -------------------------- | ------------------- | ------------------------------- |
| Sturridge 52' Suárez 90+7' | (0 – 1) Jegyzőkönyv | Oscar 26' Hazard 57' (11-esből) |

| Anfield, Liverpool (Anglia) Nézőszám: 45 009 Játékvezető: Kevin Friend |

| 2013. április 27. 17:30 (WET) |

| Newcastle United | 0 – 6               | Liverpool                                               |
| ---------------- | ------------------- | ------------------------------------------------------- |
| Debuchy 21′, 75′ | (0 – 2) Jegyzőkönyv | Agger 3' Henderson 17' 76' Sturridge 54' 60' Borini 74' |

| St James’ Park, Newcastle-upon-Tyne (Anglia) Nézőszám: 52 351 Játékvezető: Andre Marriner |

| 2013. április 7. 13:30 (WET) |

| Liverpool | 0 – 0               | West Ham United |
| --------- | ------------------- | --------------- |
|           | (0 – 0) Jegyzőkönyv |                 |

| Anfield, Liverpool (Anglia) Nézőszám: 45 007 Játékvezető: Anthony Taylor |

| 2013. április 13. 15:00 (WET) |

| Reading | 0 – 0               | Liverpool |
| ------- | ------------------- | --------- |
|         | (0 – 0) Jegyzőkönyv |           |

| Madejski Stadion, Reading (Anglia) Nézőszám: 24 139 Játékvezető: Mark Clattenburg |

| 2013. április 21. 16:00 (WET) |

| Liverpool                  | 2 – 2               | Chelsea                         |
| -------------------------- | ------------------- | ------------------------------- |
| Sturridge 52' Suárez 90+7' | (0 – 1) Jegyzőkönyv | Oscar 26' Hazard 57' (11-esből) |

| Anfield, Liverpool (Anglia) Nézőszám: 45 009 Játékvezető: Kevin Friend |

| 2013. április 27. 17:30 (WET) |

| Newcastle United | 0 – 6               | Liverpool                                               |
| ---------------- | ------------------- | ------------------------------------------------------- |
| Debuchy 21′, 75′ | (0 – 2) Jegyzőkönyv | Agger 3' Henderson 17' 76' Sturridge 54' 60' Borini 74' |

| St James’ Park, Newcastle-upon-Tyne (Anglia) Nézőszám: 52 351 Játékvezető: Andre Marriner |

| 2013. május 5. 13:30 (WET) |

| Liverpool | 0 – 0               | Everton |
| --------- | ------------------- | ------- |
|           | (0 – 0) Jegyzőkönyv |         |

| Anfield, Liverpool (Anglia) Nézőszám: 44 991 Játékvezető: Michael Oliver |

| 2013. május 12. 15:00 (WET) |

| Fulham       | 1 – 3               | Liverpool             |
| ------------ | ------------------- | --------------------- |
| Berbatov 33' | (1 – 1) Jegyzőkönyv | Sturridge 36' 62' 85' |

| Craven Cottage, London (Anglia) Nézőszám: 25 640 Játékvezető: Mark Halsey |

| 2013. május 19. 15:00 (WET) |

| Liverpool    | 1 – 0               | Queens Park Rangers |
| ------------ | ------------------- | ------------------- |
| Coutinho 23' | (1 – 0) Jegyzőkönyv |                     |

| Anfield, Liverpool (Anglia) Nézőszám: 44 792 Játékvezető: Martin Atkinson |

| 2013. május 5. 13:30 (WET) |

| Liverpool | 0 – 0               | Everton |
| --------- | ------------------- | ------- |
|           | (0 – 0) Jegyzőkönyv |         |

| Anfield, Liverpool (Anglia) Nézőszám: 44 991 Játékvezető: Michael Oliver |

| 2013. május 12. 15:00 (WET) |

| Fulham       | 1 – 3               | Liverpool             |
| ------------ | ------------------- | --------------------- |
| Berbatov 33' | (1 – 1) Jegyzőkönyv | Sturridge 36' 62' 85' |

| Craven Cottage, London (Anglia) Nézőszám: 25 640 Játékvezető: Mark Halsey |

| 2013. május 19. 15:00 (WET) |

| Liverpool    | 1 – 0               | Queens Park Rangers |
| ------------ | ------------------- | ------------------- |
| Coutinho 23' | (1 – 0) Jegyzőkönyv |                     |

| Anfield, Liverpool (Anglia) Nézőszám: 44 792 Játékvezető: Martin Atkinson |

### FA-kupa
| 2013. január 6. 16:00 (WET) |

| Mansfield Town | 1 – 2               | Liverpool               |
| -------------- | ------------------- | ----------------------- |
| Green 78'      | (0 – 1) Jegyzőkönyv | Sturridge 6' Suárez 58' |

| One Call Stadion, Mansfield (Anglia) Nézőszám: 7574 Játékvezető: Andre Marriner |

| 2013. január 6. 16:00 (WET) |

| Mansfield Town | 1 – 2               | Liverpool               |
| -------------- | ------------------- | ----------------------- |
| Green 78'      | (0 – 1) Jegyzőkönyv | Sturridge 6' Suárez 58' |

| One Call Stadion, Mansfield (Anglia) Nézőszám: 7574 Játékvezető: Andre Marriner |

| 2013. január 27. 16:00 (WET) |

| Oldham Athletic           | 3 – 2   | Liverpool            |
| ------------------------- | ------- | -------------------- |
| Smith 3' 45+2' Wabara 48' | (2 – 1) | Suárez 17' Allen 80' |

| Boundary Park, Oldham (Anglia) Játékvezető: Lee Probert |

| 2013. január 27. 16:00 (WET) |

| Oldham Athletic           | 3 – 2   | Liverpool            |
| ------------------------- | ------- | -------------------- |
| Smith 3' 45+2' Wabara 48' | (2 – 1) | Suárez 17' Allen 80' |

| Boundary Park, Oldham (Anglia) Játékvezető: Lee Probert |

### Ligakupa
| 2012. szeptember 26. 20:00 (WEST) |

| West Bromwich Albion | 1 – 2               | Liverpool     |
| -------------------- | ------------------- | ------------- |
| Tamaş 3'             | (1 – 1) Jegyzőkönyv | Şahin 17' 82' |

| The Hawthorns, West Bromwich (Anglia) Nézőszám: 21 164 Játékvezető: Michael Oliver |

| 2012. szeptember 26. 20:00 (WEST) |

| West Bromwich Albion | 1 – 2               | Liverpool     |
| -------------------- | ------------------- | ------------- |
| Tamaş 3'             | (1 – 1) Jegyzőkönyv | Şahin 17' 82' |

| The Hawthorns, West Bromwich (Anglia) Nézőszám: 21 164 Játékvezető: Michael Oliver |

| 2012. október 31. 20:00 (WET) |

| Liverpool  | 1 – 3               | Swansea City                        |
| ---------- | ------------------- | ----------------------------------- |
| Suárez 77' | (0 – 1) Jegyzőkönyv | Flores 34' Dyer 72' de Guzmán 90+5' |

| Anfield, Liverpool (Anglia) Nézőszám: 37 521 Játékvezető: Lee Probert |

| 2012. október 31. 20:00 (WET) |

| Liverpool  | 1 – 3               | Swansea City                        |
| ---------- | ------------------- | ----------------------------------- |
| Suárez 77' | (0 – 1) Jegyzőkönyv | Flores 34' Dyer 72' de Guzmán 90+5' |

| Anfield, Liverpool (Anglia) Nézőszám: 37 521 Játékvezető: Lee Probert |

### Európa-liga
| 2012. augusztus 2. 21:00 (EEST) |

| Homel | 0 – 1               | Liverpool   |
| ----- | ------------------- | ----------- |
|       | (0 – 0) Jegyzőkönyv | Downing 67' |

| Központi Stadion, Homel (Fehéroroszország) Játékvezető: Ivan Kružliak (SVK) |

| 2012. augusztus 9. 20:05 (WEST) |

| Liverpool                          | 3 – 0               | Homel |
| ---------------------------------- | ------------------- | ----- |
| Borini 21' Gerrard 41' Johnson 72' | (2 – 0) Jegyzőkönyv |       |

| Anfield, Liverpool (Anglia) Nézőszám: 43 256 Játékvezető: Kenn Hansen (DEN) |

| 2012. augusztus 2. 21:00 (EEST) |

| Homel | 0 – 1               | Liverpool   |
| ----- | ------------------- | ----------- |
|       | (0 – 0) Jegyzőkönyv | Downing 67' |

| Központi Stadion, Homel (Fehéroroszország) Játékvezető: Ivan Kružliak (SVK) |

| 2012. augusztus 9. 20:05 (WEST) |

| Liverpool                          | 3 – 0               | Homel |
| ---------------------------------- | ------------------- | ----- |
| Borini 21' Gerrard 41' Johnson 72' | (2 – 0) Jegyzőkönyv |       |

| Anfield, Liverpool (Anglia) Nézőszám: 43 256 Játékvezető: Kenn Hansen (DEN) |

| 2012. augusztus 23. 19:45 (WEST) |

| Heart of Midlothian | 0 – 1               | Liverpool   |
| ------------------- | ------------------- | ----------- |
|                     | (0 – 0) Jegyzőkönyv | Webster 78' |

| Tynecastle Stadion, Edinburgh (Skócia) Nézőszám: 15 965 Játékvezető: Florian Meyer (GER) |

| 2012. augusztus 30. 20:05 (WEST) |

| Liverpool  | 1 – 1               | Heart of Midlothian |
| ---------- | ------------------- | ------------------- |
| Suárez 88' | (0 – 0) Jegyzőkönyv | Templeton 85'       |

| Anfield, Liverpool (Anglia) Nézőszám: 44 361 Játékvezető: Vagyiszlav Bezborodov (RUS) |

| 2012. augusztus 23. 19:45 (WEST) |

| Heart of Midlothian | 0 – 1               | Liverpool   |
| ------------------- | ------------------- | ----------- |
|                     | (0 – 0) Jegyzőkönyv | Webster 78' |

| Tynecastle Stadion, Edinburgh (Skócia) Nézőszám: 15 965 Játékvezető: Florian Meyer (GER) |

| 2012. augusztus 30. 20:05 (WEST) |

| Liverpool  | 1 – 1               | Heart of Midlothian |
| ---------- | ------------------- | ------------------- |
| Suárez 88' | (0 – 0) Jegyzőkönyv | Templeton 85'       |

| Anfield, Liverpool (Anglia) Nézőszám: 44 361 Játékvezető: Vagyiszlav Bezborodov (RUS) |

| 2012. szeptember 20. 19:00 (CEST) |

| Young Boys                       | 3 – 5               | Liverpool                                      |
| -------------------------------- | ------------------- | ---------------------------------------------- |
| Nuzzolo 38' Ojala 53' Zárate 63' | (1 – 2) Jegyzőkönyv | Ojala 4' Wisdom 40' Coates 67' Shelvey 76' 88' |

| Stade de Suisse, Bern (Svájc) Játékvezető: Mikhálisz Kukulákisz (GRE) |

| 2012. október 4. 20:05 (WEST) |

| Liverpool              | 2 – 3               | Udinese                               |
| ---------------------- | ------------------- | ------------------------------------- |
| Shelvey 23' Suárez 75' | (1 – 0) Jegyzőkönyv | Di Natale 46' Coates 70' Pasquale 72' |

| Anfield, Liverpool (Anglia) Nézőszám: 40 092 Játékvezető: Stefan Johannesson (SWE) |

| 2012. október 25. 20:05 (WEST) |

| Liverpool   | 1 – 0               | Anzsi Mahacskala |
| ----------- | ------------------- | ---------------- |
| Downing 53' | (0 – 0) Jegyzőkönyv |                  |

| Anfield, Liverpool (Anglia) Nézőszám: 39 358 Játékvezető: Bas Nijhuis (NED) |

| 2012. november 8. 19:00 (MSK) |

| Anzsi Mahacskala | 1 – 0               | Liverpool |
| ---------------- | ------------------- | --------- |
| Traoré 45+1'     | (1 – 0) Jegyzőkönyv |           |

| Gyinamo Stadion, Mahacskala (Oroszország) Játékvezető: David Fernández Borbalán (ESP) |

| 2012. november 22. 20:05 (WET) |

| Liverpool            | 2 – 2               | Young Boys                 |
| -------------------- | ------------------- | -------------------------- |
| Shelvey 33' Cole 72' | (1 – 0) Jegyzőkönyv | Bobadilla 52' Zverotić 88' |

| Anfield, Liverpool (Anglia) Nézőszám: 37 810 Játékvezető: Álón Jefet (ISR) |

| 2012. december 6. 19:00 (CET) |

| Udinese           | 0 – 1               | Liverpool     |
| ----------------- | ------------------- | ------------- |
| Pasquale 67′, 79′ | (0 – 1) Jegyzőkönyv | Henderson 23' |

| Friuli Stadion, Udine (Olaszország) Játékvezető: Duarte Gomes (POR) |

| Csapat           | M | Gy | D | V | G+ | G– | Gk | P  |
| ---------------- | - | -- | - | - | -- | -- | -- | -- |
| Liverpool        | 6 | 3  | 1 | 2 | 11 | 9  | +2 | 10 |
| Anzsi Mahacskala | 6 | 3  | 1 | 2 | 7  | 5  | +2 | 10 |
| Young Boys       | 6 | 3  | 1 | 2 | 14 | 13 | +1 | 10 |
| Udinese          | 6 | 1  | 1 | 4 | 7  | 12 | –5 | 4  |

|                  | LIV | UDI | YOU | MAH |
| ---------------- | --- | --- | --- | --- |
| Liverpool        |     | 2–3 | 2–2 | 1–0 |
| Udinese          | 0–1 |     | 2–3 | 1–1 |
| Young Boys       | 3–5 | 3–1 |     | 3–1 |
| Anzsi Mahacskala | 1–0 | 2–0 | 2–0 |     |

| Csapat           | M | Gy | D | V | G+ | G– | Gk | P  |
| ---------------- | - | -- | - | - | -- | -- | -- | -- |
| Liverpool        | 6 | 3  | 1 | 2 | 11 | 9  | +2 | 10 |
| Anzsi Mahacskala | 6 | 3  | 1 | 2 | 7  | 5  | +2 | 10 |
| Young Boys       | 6 | 3  | 1 | 2 | 14 | 13 | +1 | 10 |
| Udinese          | 6 | 1  | 1 | 4 | 7  | 12 | –5 | 4  |

|                  | LIV | UDI | YOU | MAH |
| ---------------- | --- | --- | --- | --- |
| Liverpool        |     | 2–3 | 2–2 | 1–0 |
| Udinese          | 0–1 |     | 2–3 | 1–1 |
| Young Boys       | 3–5 | 3–1 |     | 3–1 |
| Anzsi Mahacskala | 1–0 | 2–0 | 2–0 |     |

| 2012. szeptember 20. 19:00 (CEST) |

| Young Boys                       | 3 – 5               | Liverpool                                      |
| -------------------------------- | ------------------- | ---------------------------------------------- |
| Nuzzolo 38' Ojala 53' Zárate 63' | (1 – 2) Jegyzőkönyv | Ojala 4' Wisdom 40' Coates 67' Shelvey 76' 88' |

| Stade de Suisse, Bern (Svájc) Játékvezető: Mikhálisz Kukulákisz (GRE) |

| 2012. október 4. 20:05 (WEST) |

| Liverpool              | 2 – 3               | Udinese                               |
| ---------------------- | ------------------- | ------------------------------------- |
| Shelvey 23' Suárez 75' | (1 – 0) Jegyzőkönyv | Di Natale 46' Coates 70' Pasquale 72' |

| Anfield, Liverpool (Anglia) Nézőszám: 40 092 Játékvezető: Stefan Johannesson (SWE) |

| 2012. október 25. 20:05 (WEST) |

| Liverpool   | 1 – 0               | Anzsi Mahacskala |
| ----------- | ------------------- | ---------------- |
| Downing 53' | (0 – 0) Jegyzőkönyv |                  |

| Anfield, Liverpool (Anglia) Nézőszám: 39 358 Játékvezető: Bas Nijhuis (NED) |

| 2012. november 8. 19:00 (MSK) |

| Anzsi Mahacskala | 1 – 0               | Liverpool |
| ---------------- | ------------------- | --------- |
| Traoré 45+1'     | (1 – 0) Jegyzőkönyv |           |

| Gyinamo Stadion, Mahacskala (Oroszország) Játékvezető: David Fernández Borbalán (ESP) |

| 2012. november 22. 20:05 (WET) |

| Liverpool            | 2 – 2               | Young Boys                 |
| -------------------- | ------------------- | -------------------------- |
| Shelvey 33' Cole 72' | (1 – 0) Jegyzőkönyv | Bobadilla 52' Zverotić 88' |

| Anfield, Liverpool (Anglia) Nézőszám: 37 810 Játékvezető: Álón Jefet (ISR) |

| 2012. december 6. 19:00 (CET) |

| Udinese           | 0 – 1               | Liverpool     |
| ----------------- | ------------------- | ------------- |
| Pasquale 67′, 79′ | (0 – 1) Jegyzőkönyv | Henderson 23' |

| Friuli Stadion, Udine (Olaszország) Játékvezető: Duarte Gomes (POR) |

| Csapat           | M | Gy | D | V | G+ | G– | Gk | P  |
| ---------------- | - | -- | - | - | -- | -- | -- | -- |
| Liverpool        | 6 | 3  | 1 | 2 | 11 | 9  | +2 | 10 |
| Anzsi Mahacskala | 6 | 3  | 1 | 2 | 7  | 5  | +2 | 10 |
| Young Boys       | 6 | 3  | 1 | 2 | 14 | 13 | +1 | 10 |
| Udinese          | 6 | 1  | 1 | 4 | 7  | 12 | –5 | 4  |

|                  | LIV | UDI | YOU | MAH |
| ---------------- | --- | --- | --- | --- |
| Liverpool        |     | 2–3 | 2–2 | 1–0 |
| Udinese          | 0–1 |     | 2–3 | 1–1 |
| Young Boys       | 3–5 | 3–1 |     | 3–1 |
| Anzsi Mahacskala | 1–0 | 2–0 | 2–0 |     |

| Csapat           | M | Gy | D | V | G+ | G– | Gk | P  |
| ---------------- | - | -- | - | - | -- | -- | -- | -- |
| Liverpool        | 6 | 3  | 1 | 2 | 11 | 9  | +2 | 10 |
| Anzsi Mahacskala | 6 | 3  | 1 | 2 | 7  | 5  | +2 | 10 |
| Young Boys       | 6 | 3  | 1 | 2 | 14 | 13 | +1 | 10 |
| Udinese          | 6 | 1  | 1 | 4 | 7  | 12 | –5 | 4  |

|                  | LIV | UDI | YOU | MAH |
| ---------------- | --- | --- | --- | --- |
| Liverpool        |     | 2–3 | 2–2 | 1–0 |
| Udinese          | 0–1 |     | 2–3 | 1–1 |
| Young Boys       | 3–5 | 3–1 |     | 3–1 |
| Anzsi Mahacskala | 1–0 | 2–0 | 2–0 |     |

| 2013. február 14. 21:00 (MSK) |

| Zenyit Szankt-Petyerburg | 2 – 0               | Liverpool |
| ------------------------ | ------------------- | --------- |
| Hulk 69' Szemak 62'      | (0 – 0) Jegyzőkönyv |           |

| Petrovszkij Stadion, Szentpétervár (Oroszország) Játékvezető: Carlos Velasco Carballo (ESP) |

| 2013. február 21. 20:05 (WET) |

| Liverpool                | 3 – 1               | Zenyit Szankt-Petyerburg |
| ------------------------ | ------------------- | ------------------------ |
| Suárez 28' 59' Allen 43' | (2 – 1) Jegyzőkönyv | Hulk 19'                 |

| Anfield, Liverpool (Anglia) Játékvezető: Björn Kuipers (NED) |

| 2013. február 14. 21:00 (MSK) |

| Zenyit Szankt-Petyerburg | 2 – 0               | Liverpool |
| ------------------------ | ------------------- | --------- |
| Hulk 69' Szemak 62'      | (0 – 0) Jegyzőkönyv |           |

| Petrovszkij Stadion, Szentpétervár (Oroszország) Játékvezető: Carlos Velasco Carballo (ESP) |

| 2013. február 21. 20:05 (WET) |

| Liverpool                | 3 – 1               | Zenyit Szankt-Petyerburg |
| ------------------------ | ------------------- | ------------------------ |
| Suárez 28' 59' Allen 43' | (2 – 1) Jegyzőkönyv | Hulk 19'                 |

| Anfield, Liverpool (Anglia) Játékvezető: Björn Kuipers (NED) |

## Statisztikák
Utolsó elszámolt mérkőzés dátuma: 2013. május 19.

### Kiírások
| Premier League | 38 | 16 | 13 | 9 | 71–43 | +28 | —               | 7.                                    | 2012.08.18. | 2013.05.19. |
| FA-kupa        | 2  | 1  | 0  | 1 | 4–4   | 0   | 3. kör          | 4. kör                                | 2013.01.06. | 2013.01.27. |
| Ligakupa       | 2  | 1  | 0  | 1 | 3–4   | –1  | 3. kör          | 4. kör                                | 2012.09.26. | 2012.10.31. |
| Európa-liga    | 12 | 7  | 2  | 3 | 20–13 | +7  | 3. selejtezőkör | egyenes kieséses szakasz (legjobb 32) | 2012.08.02. | 2013.02.21. |

### Bajnoki helyezések fordulónként
| Forduló  | 1.  | 2.  | 3.  | 4.  | 5.  | 6.  | 7.  | 8.  | 9.  | 10. | 11. | 12. | 13. | 14. | 15. | 16. | 17. | 18. | 19. |
| -------- | --- | --- | --- | --- | --- | --- | --- | --- | --- | --- | --- | --- | --- | --- | --- | --- | --- | --- | --- |
| Helyszín | I   | O   | O   | I   | O   | I   | O   | O   | I   | O   | I   | O   | I   | I   | O   | I   | O   | O   | I   |
| Eredmény | V   | D   | V   | D   | V   | GY  | D   | GY  | D   | D   | D   | GY  | D   | V   | GY  | GY  | V   | GY  | V   |
| Helyezés | 18. | 16. | 18. | 17. | 18. | 14. | 14. | 11. | 12. | 13. | 13. | 11. | 11. | 12. | 11. | 10. | 12. | 8.  | 10. |
| Forduló  | 20. | 21. | 22. | 23. | 24. | 25. | 26. | 27. | 28. | 29. | 30. | 31. | 32. | 33. | 34. | 35. | 36. | 37. | 38. |
| Helyszín | I   | O   | I   | O   | I   | I   | O   | O   | I   | O   | I   | I   | O   | I   | O   | I   | O   | I   | O   |
| Eredmény | GY  | GY  | V   | GY  | D   | D   | V   | GY  | GY  | GY  | V   | GY  | D   | D   | D   | GY  | D   | GY  | GY  |
| Helyezés | 9.  | 8.  | 8.  | 7.  | 7.  | 7.  | 9.  | 8.  | 7.  | 7.  | 7.  | 7.  | 7.  | 7.  | 7.  | 7.  | 7.  | 7.  | 7.  |

Magyarázat
- GY: győzelem, D: döntetlen, V: vereség

### Kezdő tizenegy
Csak a tétmérkőzések statisztikái alapján:
| #  | N.            | P. | Játékos           | Kezdő | Egyéb kezdőjátékosok                                                   |
| -- | ------------- | -- | ----------------- | ----- | ---------------------------------------------------------------------- |
| 25 | Spanyolország | K  | José Manuel Reina | 39    | Brad Jones: 15                                                         |
| 3  | Spanyolország | V  | José Enrique      | 31    | Jack Robinson: 6                                                       |
| 5  | Dánia         | V  | Daniel Agger      | 39    | Jon Flanagan: 1                                                        |
| 37 | Szlovákia     | V  | Martin Škrtel     | 31    | Sebastián Coates: 9                                                    |
| 23 | Anglia        | V  | Jamie Carragher   | 29    | Martin Kelly: 6                                                        |
| 2  | Anglia        | V  | Glen Johnson      | 43    | Andre Wisdom: 19                                                       |
| 14 | Anglia        | KP | Jordan Henderson  | 29    | Suso: 12 Nuri Şahin: 12 Jay Spearing: 2                                |
| 24 | Wales         | KP | Joe Allen         | 29    | Lucas Leiva: 27 Jonjo Shelvey: 18 Philippe Coutinho: 12                |
| 8  | Anglia        | KP | Steven Gerrard    | 42    | Conor Coady: 1 Jordon Ibe: 1 Charlie Adam: 1                           |
| 17 | Anglia        | KP | Stewart Downing   | 39    | Raheem Sterling: 22 Uszáma asz-Szaídi: 7 Joe Cole: 4 Adam Morgan: 2    |
| 7  | Uruguay       | CS | Luis Suárez       | 40    | Daniel Sturridge: 13 Fabio Borini: 10 Daniel Pacheco: 2 Samed Yeşil: 2 |

### Pályára lépések
A szezon 54 tétmérkőzésén összesen 36 játékos lépett pályára a Liverpool színeiben.
| #  | Nemz.         | Poszt | Játékos           | PL | FA-kupa | Ligakupa | EL | Összesen |
| -- | ------------- | ----- | ----------------- | -- | ------- | -------- | -- | -------- |
| 8  | Anglia        | KP    | Steven Gerrard    | 36 | 1       | 1        | 8  | 46       |
| 19 | Anglia        | KP    | Stewart Downing   | 29 | 2       | 2        | 12 | 45       |
| 7  | Uruguay       | CS    | Luis Suárez       | 33 | 2       | 1        | 8  | 44       |
| 14 | Anglia        | KP    | Jordan Henderson  | 30 | 2       | 2        | 10 | 44       |
| 2  | Anglia        | V     | Glen Johnson      | 36 | 0       | 0        | 7  | 43       |
| 25 | Spanyolország | K     | José Manuel Reina | 31 | 0       | 0        | 8  | 39       |
| 5  | Dánia         | V     | Daniel Agger      | 35 | 0       | 0        | 4  | 39       |
| 23 | Anglia        | V     | Jamie Carragher   | 24 | 1       | 2        | 11 | 38       |
| 24 | Wales         | KP    | Joe Allen         | 27 | 2       | 1        | 7  | 37       |
| 3  | Spanyolország | V     | José Enrique      | 29 | 0       | 0        | 6  | 35       |
| 31 | Anglia        | KP    | Raheem Sterling   | 23 | 1       | 1        | 10 | 35       |
| 37 | Szlovákia     | V     | Martin Škrtel     | 25 | 1       | 0        | 7  | 33       |
| 33 | Anglia        | KP    | Jonjo Shelvey     | 19 | 2       | 1        | 10 | 32       |
| 21 | Brazília      | KP    | Lucas Leiva       | 26 | 1       | 0        | 4  | 31       |
| 29 | Olaszország   | CS    | Fabio Borini      | 13 | 1       | 0        | 6  | 20       |
| 30 | Spanyolország | KP    | Suso              | 14 | 1       | 1        | 4  | 20       |
| 47 | Anglia        | V     | Andre Wisdom      | 12 | 2       | 1        | 4  | 19       |
| 15 | Anglia        | CS    | Daniel Sturridge  | 14 | 2       | 0        | 0  | 16       |
| 1  | Ausztrália    | K     | Brad Jones        | 7  | 2       | 2        | 4  | 15       |
| 10 | Brazília      | KP    | Philippe Coutinho | 13 | 0       | 0        | 0  | 13       |
| 11 | Marokkó       | KP    | Uszáma asz-Szaídi | 4  | 0       | 2        | 6  | 12       |
| 4  | Törökország   | KP    | Nuri Şahin        | 7  | 0       | 1        | 4  | 12       |
| 16 | Uruguay       | V     | Sebastián Coates  | 5  | 2       | 2        | 3  | 12       |
| 10 | Anglia        | KP    | Joe Cole          | 6  | 0       | 1        | 3  | 10       |
| 34 | Anglia        | V     | Martin Kelly      | 4  | 0       | 0        | 3  | 7        |
| 49 | Anglia        | V     | Jack Robinson     | 0  | 2       | 1        | 2  | 6        |
| 50 | Anglia        | CS    | Adam Morgan       | 0  | 0       | 0        | 3  | 3        |
| 12 | Spanyolország | CS    | Daniel Pacheco    | 0  | 0       | 1        | 2  | 3        |
| 20 | Anglia        | KP    | Jay Spearing      | 0  | 0       | 0        | 3  | 3        |
| 36 | Németország   | CS    | Samed Yeşil       | 0  | 0       | 2        | 0  | 2        |
| 26 | Skócia        | KP    | Charlie Adam      | 0  | 0       | 0        | 2  | 2        |
| 38 | Anglia        | V     | Jon Flanagan      | 0  | 1       | 0        | 1  | 2        |
| 9  | Anglia        | CS    | Andy Carroll      | 2  | 0       | 0        | 0  | 2        |
| 35 | Anglia        | V     | Conor Coady       | 1  | 0       | 0        | 1  | 2        |
| 44 | Anglia        | KP    | Jordon Ibe        | 1  | 0       | 0        | 0  | 1        |
| 48 | Anglia        | CS    | Jerome Sinclair   | 0  | 0       | 1        | 0  | 1        |

### Gólok
A szezon 54 tétmérkőzésén 18 játékos összesen 93 gólt szerzett. Az ellenfelek öngóljaival együtt a csapat összesen 98 gólig jutott.
| #        | Nemz.         | Poszt    | Játékos           | PL | FA-kupa | Ligakupa | EL | Összesen |
| -------- | ------------- | -------- | ----------------- | -- | ------- | -------- | -- | -------- |
| 7        | Uruguay       | CS       | Luis Suárez       | 23 | 2       | 1        | 4  | 30       |
| 15       | Anglia        | CS       | Daniel Sturridge  | 10 | 1       | 0        | 0  | 11       |
| 8        | Anglia        | KP       | Steven Gerrard    | 10 | 0       | 0        | 1  | 11       |
| 14       | Anglia        | KP       | Jordan Henderson  | 5  | 0       | 0        | 1  | 6        |
| 33       | Anglia        | KP       | Jonjo Shelvey     | 1  | 0       | 0        | 4  | 5        |
| 17       | Anglia        | KP       | Stewart Downing   | 3  | 0       | 0        | 2  | 5        |
| 4        | Törökország   | KP       | Nuri Şahin        | 1  | 0       | 2        | 0  | 3        |
| 10       | Brazília      | KP       | Philippe Coutinho | 2  | 0       | 0        | 0  | 3        |
| 5        | Dánia         | V        | Daniel Agger      | 3  | 0       | 0        | 0  | 3        |
| 29       | Olaszország   | CS       | Fabio Borini      | 1  | 0       | 0        | 1  | 2        |
| 10       | Anglia        | KP       | Joe Cole          | 1  | 0       | 0        | 1  | 2        |
| 3        | Spanyolország | V        | José Enrique      | 2  | 0       | 0        | 0  | 2        |
| 37       | Szlovákia     | V        | Martin Škrtel     | 2  | 0       | 0        | 0  | 2        |
| 2        | Anglia        | V        | Glen Johnson      | 1  | 0       | 0        | 1  | 2        |
| 24       | Wales         | KP       | Joe Allen         | 0  | 1       | 0        | 1  | 2        |
| 31       | Anglia        | KP       | Raheem Sterling   | 2  | 0       | 0        | 0  | 2        |
| 16       | Uruguay       | V        | Sebastián Coates  | 0  | 0       | 0        | 1  | 1        |
| 47       | Anglia        | V        | Andre Wisdom      | 0  | 0       | 0        | 1  | 1        |
| Öngólok  | Öngólok       | Öngólok  | Öngólok           | 3  | 0       | 0        | 2  | 5        |
| Összesen | Összesen      | Összesen | Összesen          | 71 | 4       | 3        | 20 | 98       |

### Lapok
A szezon 54 tétmérkőzésén 20 játékos összesen 75 lapot kapott.
| #        | Nemz.         | Poszt    | Játékos           | PL        | PL                                   | PL        | FA-kupa   | FA-kupa                              | FA-kupa   | Ligakupa  | Ligakupa                             | Ligakupa  | EL        | EL                                   | EL        | Összesen  | Összesen                             | Összesen  |
| #        | Nemz.         | Poszt    | Játékos           | Sárga lap | sárga lap · 2. sárga lap · kiállítva | kiállítva | Sárga lap | sárga lap · 2. sárga lap · kiállítva | kiállítva | Sárga lap | sárga lap · 2. sárga lap · kiállítva | kiállítva | Sárga lap | sárga lap · 2. sárga lap · kiállítva | kiállítva | Sárga lap | sárga lap · 2. sárga lap · kiállítva | kiállítva |
| -------- | ------------- | -------- | ----------------- | --------- | ------------------------------------ | --------- | --------- | ------------------------------------ | --------- | --------- | ------------------------------------ | --------- | --------- | ------------------------------------ | --------- | --------- | ------------------------------------ | --------- |
| 7        | Uruguay       | CS       | Luis Suárez       | 10        | 0                                    | 0         | 0         | 0                                    | 0         | 0         | 0                                    | 0         | 1         | 0                                    | 0         | 11        | 0                                    | 0         |
| 33       | Anglia        | KP       | Jonjo Shelvey     | 3         | 0                                    | 1         | 0         | 0                                    | 0         | 0         | 0                                    | 0         | 3         | 0                                    | 0         | 6         | 0                                    | 1         |
| 21       | Brazília      | KP       | Lucas Leiva       | 6         | 0                                    | 0         | 1         | 0                                    | 0         | 0         | 0                                    | 0         | 0         | 0                                    | 0         | 7         | 0                                    | 0         |
| 2        | Anglia        | V        | Glen Johnson      | 7         | 0                                    | 0         | 0         | 0                                    | 0         | 0         | 0                                    | 0         | 0         | 0                                    | 0         | 7         | 0                                    | 0         |
| 5        | Dánia         | V        | Daniel Agger      | 3         | 0                                    | 1         | 0         | 0                                    | 0         | 0         | 0                                    | 0         | 1         | 0                                    | 0         | 4         | 0                                    | 1         |
| 23       | Anglia        | V        | Jamie Carragher   | 4         | 0                                    | 0         | 0         | 0                                    | 0         | 1         | 0                                    | 0         | 1         | 0                                    | 0         | 6         | 0                                    | 0         |
| 37       | Szlovákia     | V        | Martin Škrtel     | 4         | 0                                    | 0         | 0         | 0                                    | 0         | 0         | 0                                    | 0         | 1         | 0                                    | 0         | 5         | 0                                    | 0         |
| 8        | Anglia        | KP       | Steven Gerrard    | 5         | 0                                    | 0         | 0         | 0                                    | 0         | 0         | 0                                    | 0         | 0         | 0                                    | 0         | 5         | 0                                    | 0         |
| 14       | Anglia        | KP       | Jordan Henderson  | 3         | 0                                    | 0         | 0         | 0                                    | 0         | 0         | 0                                    | 0         | 1         | 0                                    | 0         | 4         | 0                                    | 0         |
| 15       | Anglia        | CS       | Daniel Sturridge  | 2         | 0                                    | 0         | 1         | 0                                    | 0         | 0         | 0                                    | 0         | 0         | 0                                    | 0         | 3         | 0                                    | 0         |
| 24       | Wales         | KP       | Joe Allen         | 2         | 0                                    | 0         | 0         | 0                                    | 0         | 0         | 0                                    | 0         | 1         | 0                                    | 0         | 3         | 0                                    | 0         |
| 38       | Anglia        | V        | Jon Flanagan      | 0         | 0                                    | 0         | 1         | 0                                    | 0         | 0         | 0                                    | 0         | 1         | 0                                    | 0         | 2         | 0                                    | 0         |
| 29       | Olaszország   | CS       | Fabio Borini      | 1         | 0                                    | 0         | 0         | 0                                    | 0         | 0         | 0                                    | 0         | 1         | 0                                    | 0         | 2         | 0                                    | 0         |
| 31       | Anglia        | KP       | Raheem Sterling   | 1         | 0                                    | 0         | 1         | 0                                    | 0         | 0         | 0                                    | 0         | 0         | 0                                    | 0         | 2         | 0                                    | 0         |
| 1        | Ausztrália    | K        | Brad Jones        | 0         | 0                                    | 0         | 0         | 0                                    | 0         | 0         | 0                                    | 0         | 1         | 0                                    | 0         | 1         | 0                                    | 0         |
| 4        | Törökország   | KP       | Nuri Şahin        | 0         | 0                                    | 0         | 0         | 0                                    | 0         | 0         | 0                                    | 0         | 1         | 0                                    | 0         | 1         | 0                                    | 0         |
| 47       | Anglia        | V        | Andre Wisdom      | 0         | 0                                    | 0         | 0         | 0                                    | 0         | 1         | 0                                    | 0         | 0         | 0                                    | 0         | 1         | 0                                    | 0         |
| 30       | Spanyolország | KP       | Suso              | 0         | 0                                    | 0         | 0         | 0                                    | 0         | 0         | 0                                    | 0         | 1         | 0                                    | 0         | 1         | 0                                    | 0         |
| 3        | Spanyolország | V        | José Enrique      | 1         | 0                                    | 0         | 0         | 0                                    | 0         | 0         | 0                                    | 0         | 0         | 0                                    | 0         | 1         | 0                                    | 0         |
| 25       | Spanyolország | K        | José Manuel Reina | 1         | 0                                    | 0         | 0         | 0                                    | 0         | 0         | 0                                    | 0         | 0         | 0                                    | 0         | 1         | 0                                    | 0         |
| Összesen | Összesen      | Összesen | Összesen          | 52        | 0                                    | 2         | 4         | 0                                    | 0         | 2         | 0                                    | 0         | 14        | 0                                    | 0         | 72        | 0                                    | 2         |

### A meccs embere
Minden tétmérkőzés után a Liverpool honlapján a drukkerek megszavazhatják a mérkőzés legjobbját, valamint a csapat sportújságírói is voksolnak. Az alábbi táblázatok a címek számát mutatják játékosokra lebontva a szurkolói, illetve szakírói szavazatok alapján a 2012–2013-as szezonban:
| #  | Nemz.         | Poszt | Játékos           | Szurkolók |
| -- | ------------- | ----- | ----------------- | --------- |
| 7  | Uruguay       | CS    | Luis Suárez       | 14        |
| 8  | Anglia        | KP    | Steven Gerrard    | 5         |
| 3  | Spanyolország | V     | José Enrique      | 4         |
| 19 | Anglia        | KP    | Stewart Downing   | 4         |
| 5  | Dánia         | V     | Daniel Agger      | 3         |
| 10 | Brazília      | KP    | Philippe Coutinho | 3         |
| 14 | Anglia        | KP    | Jordan Henderson  | 3         |
| 31 | Anglia        | KP    | Raheem Sterling   | 3         |
| 15 | Anglia        | CS    | Daniel Sturridge  | 3         |
| 24 | Wales         | KP    | Joe Allen         | 2         |
| 33 | Anglia        | KP    | Jonjo Shelvey     | 2         |
| 11 | Marokkó       | KP    | Uszáma asz-Szaídi | 1         |
| 23 | Anglia        | V     | Jamie Carragher   | 1         |
| 10 | Anglia        | KP    | Joe Cole          | 1         |
| 2  | Anglia        | V     | Glen Johnson      | 1         |
| 1  | Ausztrália    | K     | Brad Jones        | 1         |
| 25 | Spanyolország | K     | José Manuel Reina | 1         |
| 4  | Törökország   | KP    | Nuri Şahin        | 1         |
| 30 | Spanyolország | KP    | Suso              | 1         |

| #  | Nemz.         | Poszt | Játékos           | Újságírók |
| -- | ------------- | ----- | ----------------- | --------- |
| 7  | Uruguay       | CS    | Luis Suárez       | 10        |
| 8  | Anglia        | KP    | Steven Gerrard    | 9         |
| 19 | Anglia        | KP    | Stewart Downing   | 5         |
| 15 | Anglia        | CS    | Daniel Sturridge  | 5         |
| 24 | Wales         | KP    | Joe Allen         | 4         |
| 10 | Brazília      | KP    | Philippe Coutinho | 3         |
| 2  | Anglia        | V     | Glen Johnson      | 3         |
| 5  | Dánia         | V     | Daniel Agger      | 2         |
| 1  | Ausztrália    | K     | Brad Jones        | 2         |
| 33 | Anglia        | KP    | Jonjo Shelvey     | 2         |
| 37 | Szlovákia     | V     | Martin Škrtel     | 2         |
| 23 | Anglia        | V     | Jamie Carragher   | 1         |
| 14 | Anglia        | KP    | Jordan Henderson  | 1         |
| 3  | Spanyolország | V     | José Enrique      | 1         |
| 25 | Spanyolország | K     | José Manuel Reina | 1         |
| 4  | Törökország   | KP    | Nuri Şahin        | 1         |
| 31 | Anglia        | KP    | Raheem Sterling   | 1         |
| 30 | Spanyolország | KP    | Suso              | 1         |
| 47 | Anglia        | V     | Andre Wisdom      | 1         |

## Díjak
A csapat főszponzora, a Standard Chartered havonta kiosztja a szurkolók szavazatai alapján a hónap játékosának járó díjat (Standard Chartered LFC Player of the Month), a szezon végén pedig a szezon legjobb játékosát is kihirdetik.
| Hónap             | 2012. augusztus    | 2012. szeptember  | 2012. október     |
| ----------------- | ------------------ | ----------------- | ----------------- |
| A hónap játékosa  | Allen (38%)        | Suárez (33%)      | Suárez (54%)      |
| Hónap             | 2012. november     | 2012. december    | 2013. január      |
| A hónap játékosa  | José Enrique (45%) | Suárez (34%)      | Gerrard (29%)     |
| Hónap             | 2013. február      | 2013. március     | 2013. április     |
| A hónap játékosa  | Suárez (33%)       | Coutinho (53%)    | Coutinho (47%)    |
| A szezon játékosa | Luis Suárez (64%)  | Luis Suárez (64%) | Luis Suárez (64%) |